# Jason Stein

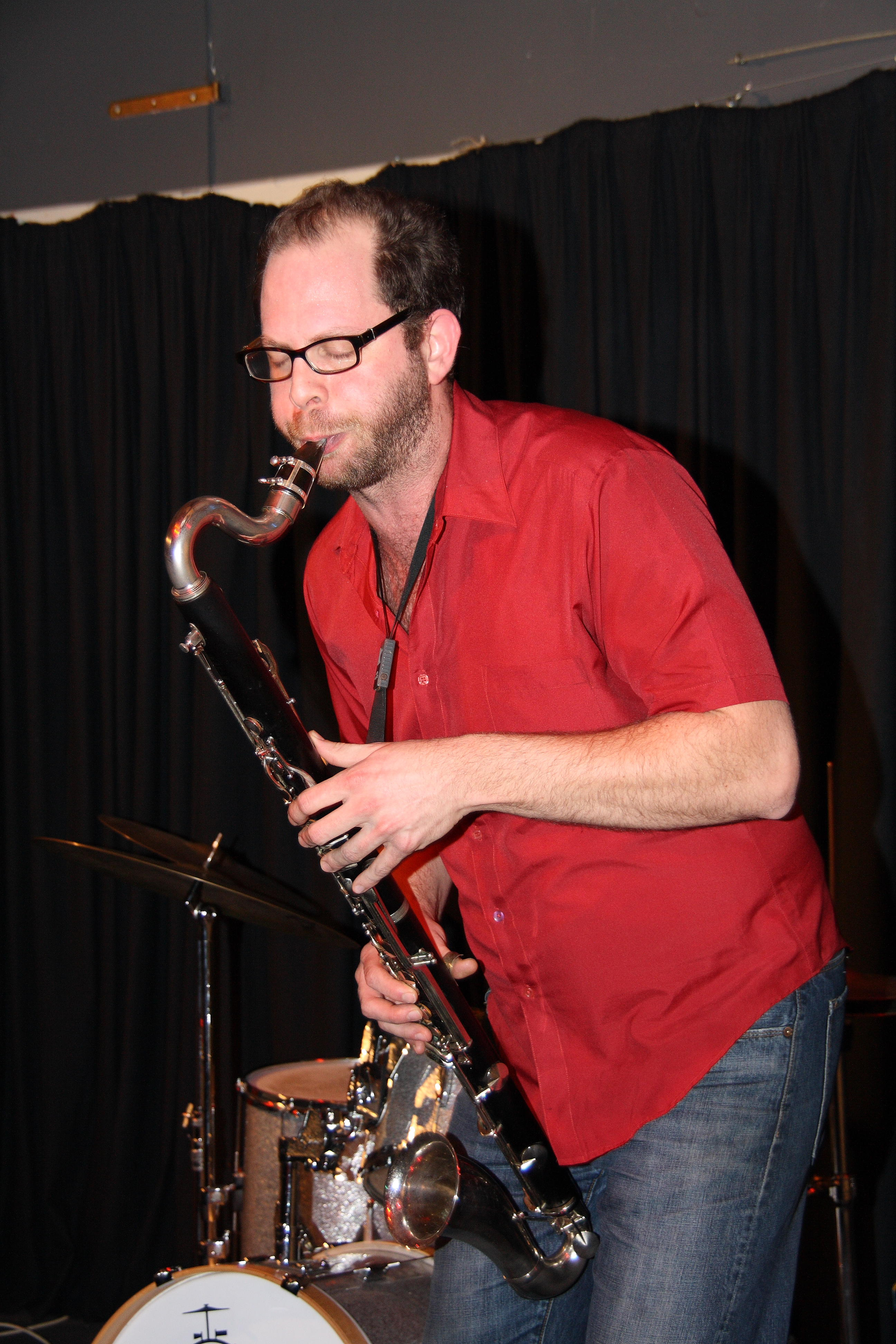
Jason Stein (2010)

Jason Stein (* 6. Dezember 1976 in Washington, D.C.) ist ein US-amerikanischer Jazz- und Improvisationsmusiker (Bassklarinette).

## Leben und Wirken
Stein wuchs auf Long Island auf. Er studierte am Bennington College bei Charles Gayle und Milford Graves, anschließend an der University of Michigan bei Donald Walden und Ed Sarath. Seit 2006 lebt er in Chicago, wo er mit eigenen Ensembles und mit Boris Hauf, Keefe Jacksons Project Project, Kyle Bruckmanns Wrack, im Exploding Star Orchestra und im Trio My Silence (mit Mike Reed, Nick Butcher) arbeitete. Mit seinem eigenen Trio Locksmith Isidore, dem Jason Roebke bzw. Kevin Davis und Mike Pride angehören, nahm er bislang (2017) drei Alben auf. 2009 legte er bei Leo Records das Soloalbum Solo: In Exchange for a Process vor. Mit dem Pianisten und Synthesizerspieler Paul Giallorenzo betreibt er das Duo/Trio Hearts & Minds (Album Electroradiance, 2018).
Im Bereich des Jazz wirkte Stein zwischen 2005 und 2020 bei 34 Aufnahmesessions mit, außerdem nahm er mit der Songwriterin Nina Nastasia (Outlaster, 2010), mit Mike Reed (Flesh & Bone) und dem Jason Roebke Octet (Cinema Spiral, 2016) auf.
Stein spielte ferner mit Michael Moore, Jeff Parker, Rudi Mahall, Ken Vandermark, Rob Mazurek, Jeb Bishop, Michiel Braam, Ingebrigt Håker Flaten, Pandelis Karayorgis, Fred Lonberg-Holm, Tony Buck, Kent Kessler, Tobias Delius, Nate McBride, Jack Wright, Michael Zerang, Michael Vatcher, Frank Gratkowski, Peter Brötzmann, Fredrik Ljungkvist, Wilbert de Joode und Håvard Wiik. Zu hören ist er auch auf Charles Rumbacks Album Seven Bridges  (2021).

## Diskographische Hinweise
- Jason Stein’s Locksmith Isidore: A Calculus of Loss (Clean Feed Records, 2008)
- Jason Stein’s Locksmith Isidore: Three Less than Between (Clean Feed Records, 2009)
- Jason Stein’s Locksmith Isidore: Three Kinds of Happiness (Not Two Records, 2010)
- Jason Stein Quartet: The Story This Time (Delmark Records, 2011), mit Keefe Jackson, Josh Abrams und Frank Rosaly
- Jason Stein Quartet: Lucille! (Delmark, 2017), mit Keefe Jackson, Josh Abrams, Tom Rainey
- Hearts and Minds:  Electroradiance (Astral Spirits, 2018), mit Paul Giallorenzo, Chad Taylor
- Jason Steins Locksmith Isidore: After Caroline (Northern Spy, 2018)
- Ivo Perelman/Jason Stein: Spiritual Prayers (Leo Records, 2018)
- Jason Stein, Grag Ward, Eric Revis, Jim Black: Nature Work (2019)
- Threadbare: Silver Dollar (2020), mit Ben Cruz, Emerson Hunton
- Jason Stein/Adam Shead: Synaptic Atlas (ears & eyes, 2020)
- Didier Petit, Josh Berman, Jason Stein, Edward Perraud:  The Bridge Sessions: The Way Through (2021)
- Jason Stein, Damon Smith, Adam Shead: Volumes & Surfaces (2022)
- Natural Information Society: Since Time Is Gravity (2023)
- Jason Stein, Damon Smith, Adam Shead: Hum (2023)
- Jason Stein / Marilyn Crispell / Damon Smith / Adam Shead: Spi-raling Horn (2024)
- Jason Stein: Anchors (TAO Forms, 2024)
- Hearts & Minds: Illuminescence (2025), mit Paul Giallorenzo & Chad Taylor